# Kefar Ecjon
Kefar Ecjon (hebr. כפר עציון; oficjalna pisownia w ang. Kfar Etzion) – kibuc i osiedle żydowskie położone w Samorządzie Regionu Gusz Ecjon, w Dystrykcie Judei i Samarii, w Izraelu. Członek Religijnego Ruchu Kibuców (Ha-Kibbuc ha-Dati).

## Położenie
Osiedle jest położone w bloku Gusz Ecjon w górach Judzkich, pośrodku drogi z Jerozolimy do Hebronu, w Judei w otoczeniu terytoriów Autonomii Palestyńskiej.

## Historia
Kibuc został założony w 1927 przez żydowskich emigrantów z Jemenu. Nosił on wówczas nazwę Migdal Eder. Podczas arabskich rozruchów w 1929 kibuc został zdobyty i zniszczony. Jego nowe założenie nastąpiło w 1934, jednak już w 1939 Arabowie ponownie zdobyli i zniszczyli kibuc. W 1943 miało miejsce trzecie zasiedlenie kibucu.
Podczas I wojny izraelsko-arabskiej Arabski Legion zdobył 13 maja 1948 kibuc i dokonał masakry jego mieszkańców. Zginęło 129 żydowskich mieszkańców osiedla, a ocalało zaledwie trzech. Po wojnie tereny kibucu znalazły się pod jordańską administracją.
W wyniku wojny sześciodniowej w 1967 tereny kibucu znalazły się pod izraelską okupacją w zasięgu żydowskiej kolonizacji, co umożliwiło czwarte z kolei zasiedlenie osady.

## Gospodarka
Gospodarka kibucu opiera się na uprawach szklarniowych.